# ساتورو كوساكي
ساتورو كوساكي (神前暁 كوساكي ساتورو) هو ملحن ياباني ولد في 16 سبتمبر 1974 في تويوناكا, أوساكا.

## أعماله في السينما اليابانية
- سينباي المزعج

## أعماله في الأنمي

### مسلسلات أنمي تلفزيونية
- باكيمونوغاتاري
- نيسيمونوغاتاري
- نيكومونوغاتاري (كورو)
- سلسلة مونوغاتاري الموسم الثاني
- ستار درايفر (بالتعاون مع MONACA)
- كآبة هاروهي سوزوميا
- النجم المحظوظ
- كاناغي
- أختي لا يمكن لها أن تكون بهذه الظرافة
- أختي لا يمكن لها أن تكون بهذه الظرافة.
- الإبن المتجول (بالتعاون مع كييتشي أوكابي)
- الروبوت و الفن
- القناة A (بالتعاون مع MONACA)
- ويك أب, جيرلز! (بالتعاون مع MONACA)
- نيسيكوي (مشرف الموسيقى في الحلقات الست الأولى)
- كابتن إيرث (بالتعاون مع MONACA)
- مونتو (بالتعاون مع MONACA)
- فيت/إكسترا Last Encore
- آن هابي (ضمن MONACA)
- الألعاب النارية, هل نشاهدها من الأسفل? أم من الجانب?
- بيستارز
- مايسيتسو! (بالتعاون مع MONACA)
- فيفي: اغنية عين الفلوريت

### أنمي الإنترنت
- كآبة سوزوميا هاروهي-تشان
- نيورون تشورويا-سان
- كويوميمونوغاتاري
- مونستر سترايك (النصف الثاني من الموسم الأول; بالتعاون مع كييتشي هيروكاوا، كونيوكي تاكاهاشي وريويتشي تاكادا)

### أفلام أنمي
- اختفاء هاروهي سوزوميا (بالتعاون مع ريويتشي تاكادا، كيغو هواشي وكاكيرو إيشيهاما)
- سلسلة أفلام كيزومونوغاتاري
  - كيزومونوغاتاري الفصل الأول: تيكّيتسو
  - كيزومونوغاتاري الفصل الثاني: نيكّيتسو
  - كيزومونوغاتاري الفصل الثالث: ريكيتسو
- ويك أب، جيرلز!: النجمات السبع (بالتعاون مع MONACA)
- ويك أب، جيرلز!: ظل الشباب (بالتعاون مع MONACA)
- ويك أب، جيرلز!: بيوند ذا بوتوم (بالتعاون مع MONACA)
- مونستر سترايك ذا موفي: إلى مكان البداية (ضمن MONACA)

## أعماله في ألعاب الفيديو
- سلسلة ألعاب تيكن
  - تيكن تاغ تورنمنت (إصدار بلاي ستيشن)
  - تيكن 4
  - تيكن 5
  - تيكن 5: دارك ريزوركشن
  - تيكن 6
- آر: ريسينغ إيفولوشن
- وعد هاروهي سوزوميا (بالتعاون مع هيروموتو ناكايا)

## وصلات خارجية
- ساتورو كوساكي على موقع IMDb (الإنجليزية)
- ساتورو كوساكي على موقع ميوزك برينز (الإنجليزية)
- ساتورو كوساكي على موقع ميوزك برينز (الإنجليزية)
- ساتورو كوساكي على موقع ديسكوغز (الإنجليزية)
- ساتورو كوساكي على موقع قاعدة بيانات الفيلم (الإنجليزية)
- ساتورو كوساكي على موقع ANN person (الإنجليزية)